# Iwona Arent
Iwona Ewa Arent z domu Grykiel (ur. 4 czerwca 1968 w Olsztynie) – polska polityk i politolog, posłanka na Sejm V, VI, VII, VIII, IX i X kadencji (od 2006).

## Życiorys
Córka Jerzego i Teresy. Ukończyła naukę w IV Liceum Ogólnokształcącym w Olsztynie, a w 1999 studia magisterskie na Wydziale Humanistycznym Wyższej Szkoły Pedagogicznej w Olsztynie na kierunku politologia i nauki społeczne. Odbyła podyplomowe studia na Uniwersytecie Warmińsko-Mazurskim w Olsztynie w zakresie rachunkowości (ukończone w 2002). W 2012 została absolwentką stosunków międzynarodowych i dyplomacji w ramach studiów podyplomowych w Collegium Civitas współorganizowanych przez Instytut Studiów Politycznych Polskiej Akademii Nauk.
W latach 80. działała w młodzieżowych ruchach katolickich. Pracowała w biurze olsztyńskiego oddziału koncernu energetycznego Energa. Została członkinią Stowarzyszenia Przyjaciół Dzieci i Młodzieży „Kormoran” w Olsztynie oraz współpracownikiem Stowarzyszenia „Nasza Rodzina”. Jest współzałożycielką olsztyńskiego Koła Przyjaciół Związku Narodowego Polskiego w Stanach Zjednoczonych, w którym objęła funkcję wiceprezesa.
W 2002 wstąpiła do Prawa i Sprawiedliwości, została m.in. wiceprezesem regionu olsztyńskiego partii (okręg nr 35), wcześniej pełniła funkcję skarbnika. W wyborach w 2004 bez powodzenia kandydowała do Parlamentu Europejskiego w okręgu olsztyńsko-białostockim, a w wyborach parlamentarnych w 2005 do Sejmu z listy PiS w okręgu olsztyńskim. Mandat poselski objęła 22 sierpnia 2006 w toku V kadencji Sejmu, zastępując Aleksandra Szczygłę, który został powołany na stanowisko szefa Kancelarii Prezydenta RP. W wyborach parlamentarnych w 2007 po raz drugi została posłanką, otrzymując 7187 głosów. W 2009 bezskutecznie kandydowała z listy PiS w wyborach do Parlamentu Europejskiego w okręgu obejmującym województwa podlaskie i warmińsko-mazurskie. W wyborach do Sejmu w 2011 z powodzeniem ubiegała się o reelekcję, dostała 11 955 głosów. W wyborach do Parlamentu Europejskiego w 2014 ponownie startowała z listy Prawa i Sprawiedliwości w okręgu nr 3 i nie uzyskała mandatu europosła, zdobywając 5848 głosów. W wyborach samorządowych w tym samym roku zajęła 3. miejsce wśród 7 kandydatów na prezydenta Olsztyna. W wyborach w 2015 została ponownie wybrana do Sejmu, otrzymując 26 377 głosów. Był to najwyższy indywidualny wynik wyborczy w tym okręgu.
W Sejmie podjęła pracę m.in. w Komisji Sprawiedliwości i Praw Człowieka oraz Komisji Ustawodawczej. Ponadto była wiceprzewodniczącą Warmińsko-Mazurskiego Zespołu Parlamentarnego oraz wiceprzewodniczącą Parlamentarnego Zespołu ds. Obrony Wolności Słowa. Zasiadała w Komisji Nadzwyczajnej ds. związanych z ograniczaniem biurokracji. W VIII kadencji Sejmu została przewodniczącą Komisji Odpowiedzialności Konstytucyjnej oraz członkinią Komisji do Spraw Energii i Skarbu Państwa. Została także delegatem do Zgromadzenia Parlamentarnego Rady Europy. W styczniu 2018 została członkinią komisji śledczej ds. Amber Gold. W wyborach do Parlamentu Europejskiego w 2019 bezskutecznie ubiegała się o mandat posła do PE. W wyborach krajowych w tym samym roku z powodzeniem ubiegała się o poselską reelekcję, otrzymując 17 916 głosów. W Sejmie IX kadencji ponownie została przewodniczącą Komisji Odpowiedzialności Konstytucyjnej, zasiadła też w Komisji do Spraw Energii i Skarbu Państwa oraz Komisji Ustawodawczej. W 2022 została pełnomocnikiem okręgu olsztyńskiego PiS.
W wyborach w 2023 została wybrana na posłankę X kadencji (z wynikiem 16 675 głosów). Objęła funkcję zastępczyni przewodniczącego Komisji Odpowiedzialności Konstytucyjnej, zasiadła też w Komisji do Spraw Energii, Klimatu i Aktywów Państwowych oraz Komisji Ustawodawczej. W 2024 z ramienia PiS ponownie bez powodzenia startowała w wyborach europejskich.

## Życie prywatne
Jest rozwiedziona, ma syna.

## Wyniki w wyborach ogólnopolskich
| Wybory | Komitet wyborczy                   | Komitet wyborczy       | Organ                            | Okręg          | Wynik        |
| ------ | ---------------------------------- | ---------------------- | -------------------------------- | -------------- | ------------ |
| 2004   |                                    | Prawo i Sprawiedliwość | Parlament Europejski VI kadencji | nr 3           | 2787 (0,79%) |
| 2005   | Sejm V kadencji                    | Prawo i Sprawiedliwość | nr 35                            | 2585 (1,25%)   |              |
| 2007   | Sejm VI kadencji                   | Prawo i Sprawiedliwość | nr 35                            | 7187 (2,40%)   |              |
| 2009   | Parlament Europejski VII kadencji  | Prawo i Sprawiedliwość | nr 3                             | 4161 (1,00%)   |              |
| 2011   | Sejm VII kadencji                  | Prawo i Sprawiedliwość | nr 35                            | 11 955 (4,60%) |              |
| 2014   | Parlament Europejski VIII kadencji | Prawo i Sprawiedliwość | nr 3                             | 5848 (1,48%)   |              |
| 2015   | Sejm VIII kadencji                 | Prawo i Sprawiedliwość | nr 35                            | 26 377 (9,91%) |              |
| 2019   | Parlament Europejski IX kadencji   | Prawo i Sprawiedliwość | nr 3                             | 18 148 (2,29%) |              |
| 2019   | Sejm IX kadencji                   | Prawo i Sprawiedliwość | nr 35                            | 17 916 (5,40%) |              |
| 2023   | Sejm X kadencji                    | Prawo i Sprawiedliwość | nr 35                            | 16 675 (4,26%) |              |
| 2024   | Parlament Europejski X kadencji    | Prawo i Sprawiedliwość | nr 3                             | 10 918 (1,59%) |              |